# Dolichopus adjacens
Dolichopus adjacens är en tvåvingeart som först beskrevs av Walker 1849.  Dolichopus adjacens ingår i släktet Dolichopus och familjen styltflugor.
Artens utbredningsområde är Ontario. Inga underarter finns listade i Catalogue of Life.